# Deutscher Landwirtschaftsrat
Der Deutsche Landwirtschaftsrat wurde 1872 gebildet, hatte seinen Sitz in Berlin und wurde im Herbst 1933 zwangsweise in den Reichsnährstand überführt.

## Aufgaben und Zusammensetzung
Der Landwirtschaftsrat  war ein Kollegium, das aus Vertretern der Landwirtschaftskammern in den einzelnen deutschen Bundesstaaten bestand und von deren  Regierungen anerkannt war. Es sollte  die landwirtschaftlichen Interessen im Gesamtumfang des Deutschen Reiches wahrnehmen, auch gegenüber der Reichsgesetzgebung und der  Reichsverwaltung. Dazu konnte er die erforderten Gutachten abgeben und unaufgefordert beim  Reichskanzler vorstellig werden oder sich mit Anträgen an den Reichstag wenden. In allen Fragen, die nicht mit der Reichsgesetzgebung in Verbindung standen, aber für die Landwirtschaft des Reiches von Wichtigkeit waren, hatte  sich der Landwirtschaftsrat an die Einzelregierungen zu wenden. 
Die zur Geschäftsführung notwendigen Mittel wurden von den Landwirtschaftskammern nach einem durch Statut bestimmten Verteilungsmaßstab aufgebracht. Die Zahl der Mitglieder war unter Anlehnung an die Stimmberechtigung der Staaten im Bundesrat festgestellt. Vor dem Ersten Weltkrieg hatte der Landwirtschaftsrat 74 Mitglieder, davon 25 aus Preußen. 
Der Landwirtschaftsrat trat alljährlich zusammen und wurde in der Zwischenzeit durch einen neunköpfigen ständigen Ausschuss vertreten.

## Mitglieder
- Adolf Buchenberger
- Nikolaus von Below
- Ernst Brandes
- Ernst von Hammerstein-Loxten
- Emil Hölck
- Richard von Könneritz
- Franz Xaver Lang
- Hans von Schwerin-Löwitz, Präsident
- Ernst Valentin von Strebel
- Adolf Tortilowicz von Batocki-Friebe
- Conrad von Wangenheim
- Friedrich von Wedell-Malchow, Präsident

## Generalsekretäre
- Traugott Mueller (um 1894)[2]
- Heinrich Dade (1895–1923)

## Organe
- Archiv des deutschen Landwirtschaftsrats
- Zeitschrift für Agrarpolitik